# Epitonium multistriatum
Epitonium multistriatum is een slakkensoort uit de familie van de Epitoniidae. De wetenschappelijke naam van de soort is, als Scalaria multistriata, voor het eerst geldig gepubliceerd in 1826 door Say.